# Paula Reid
Paula Stanton Reid (ur. 19 sierpnia 1984 w Akron) – amerykańska dziennikarka i prawniczka, korespondentka CBS News White House. Regularnie pojawia się w CBS Evening News, Face the Nation i CBS This Morning. Pełni również rolę wydawczyni zastępczej w CBSN.
Reid opisała śledztwo Specjalnego Radcy Roberta Muellera i kontrowersje związane z wyciekiem e-maili z kampanii Hillary Clinton z 2016. Podczas pandemii COVID-19 Reid stała się znana z naciskania na prezydenta Trumpa w sprawach odpowiedzi jego administracji na kryzys.

## Życiorys
Reid urodziła się 19 sierpnia 1984 w Akron w stanie Ohio. W 2005 uzyskała tytuł licencjata z podwójnym tytułem z psychologii i języka angielskiego w College of William & Mary. W 2008 ukończyła studia na Wydziale Prawa Uniwersytetu Villanova z tytułem Juris Doctor (Doktor Praw). Reid zdała egzaminy adwokackie w New Jersey i Pensylwanii. W 2010 rozpoczęła studia magisterskie z bioetyki (MBE) na Wydziale Etyki Lekarskiej i Polityki Zdrowotnej Uniwersytetu Pensylwanii. W kwietniu 2018 poślubiła wieloletniego partnera Jasona Kolsevicha.

### CBS News
W styczniu 2010 Reid przeprowadziła się do Nowego Jorku i została zatrudniona jako stażystka w CBS News w ich jednostce śledczej, która rozpoczęła jej obecność w CBS News. W czerwcu tego samego roku została sekretarzem ds. Produkcji w CBS Evening News. Stanowisko to piastowała przez rok. W latach 2011–2014 Reid pracowała jako dziennikarka online z Nowego Jorku.
W 2014 Reid przeniosła się do Waszyngtonu, by zajmować się Departamentem Sprawiedliwości jako reporterka CBS News. Reid opisała kontrowersje związane z wyciekiem e-maili Hillary Clinton w 2016. Była jednym z niewielu reporterów w Charlottesville w Wirginii podczas wiecu Unite the Right, w wyniku którego gubernator Terry McAuliffe ogłosił stan wyjątkowy.
Reid prowadziła relację CBS News ze śledztwa Special Counsel w sprawie Roberta Muellera. Zaczęła również pracować jako reporterka w Białym Domu w 2017. W 2018 Reid naciskała na Donalda Trumpa w sprawie jego polityki dot. ochrony granic. Wiązało się to ze wskazaniem, że wbrew temu, co twierdził Trump, polityka dotycząca separacji rodzin przez jego administrację była inna niż przez jego poprzedników, ponieważ polityka Trumpa ścigała wszystkie osoby, które przybyły do granicy. 
W kwietniu 2019, po dwóch latach relacjonowania z Białego Domu, Reid została oficjalnie mianowana korespondentką CBS News White House. Podczas pandemii COVID-19 uczestniczyła w codziennych spotkaniach prasowych Trumpa.
W maju 2020 Trump w wywiadzie dla New York Post narzekał na prowokacyjne nastawienie reporterów stacji CBS, Weiji Jiang oraz Pauli Reid, które określił zdaniem: „Nijak podobna do Donny Reid, mogę ci to powiedzieć”. Ale jednocześnie podkreślił: "(…) nastawienie tych ludzi jest niesamowite (…) więc wiesz, bardzo dobrze bawiłem się"
Reid pracowała przy programach informacyjnych CBS Evening News, CBS This Morning i Face the Nation.